# IJzer (voeding)
In organismen speelt ijzer een belangrijke rol. Het eiwit hemoglobine dankt zijn activiteit aan ijzerionen en ijzer is ook een belangrijk bestanddeel van veel enzymen.
Dit ijzer zit in voedselbronnen zoals vlees, vis, granen, aardappelen, peulvruchten, bonen en andere groenten. Appelstroop (meestal een tot stroop ingedikt mengsel van appelsap en suikerbietensap (beetwortelsap)) is een vaak gebruikte bron voor vermeend extra ijzer, vooral door vegetariërs. Appel- en suikerstroop bevat echter minder ijzer dan tot nu toe werd aangenomen.
Het tweewaardig ijzer Fe2+, het zogenaamde heem-ijzer, wordt goed door het lichaam opgenomen en zit in vlees. Het driewaardig ijzer Fe3+, het zogenaamde non-heem-ijzer, dat in groenten voorkomt, moet eerst omgezet worden in het tweewaardige ijzer voordat het door het lichaam kan worden opgenomen. Dit gebeurt in een zure omgeving. Daarom wordt aanbevolen om staalpillen, die bestaan uit het tweewaardige ferro-fumaraat, in te nemen met bijvoorbeeld sinaasappelsap of een vitamine C tablet.  De vitamine C voorkomt oxidatie van tweewaardig ijzer naar de driewaardige vorm.  Melk en melkproducten verstoren de omzetting naar tweewaardig ijzer, doordat ze het maagsap minder zuur maken. Bij een ijzertekort kunnen ook organische ijzerverbindingen zoals ijzeraminochelaat ingenomen worden, die een betere werking hebben.

## Benodigde dagelijkse hoeveelheid
De dagelijks benodigde hoeveelheid ijzer hangt af van de leeftijd en het geslacht. Door menstruatie verliezen vrouwen gemiddeld tweemaal zoveel ijzer als mannen. Ook tijdens de zwangerschap is de behoefte aan ijzer groter. Door de Nederlandse Gezondheidsraad is de aanbevolen dagelijkse hoeveelheid (adh) voor mannen tussen de 22-50 jaar vastgesteld op 11 milligram en voor volwassen vrouwen op 15 milligram.
Bij een tekort aan ijzer (bijvoorbeeld tijdens de zwangerschap) kan bloedarmoede optreden, dit doordat er onvoldoende ijzer beschikbaar is om de hemoglobinesynthese op peil te houden. IJzertekort is, naast tekort door menstruatie, echter meestal een gevolg van chronisch bloedverlies uit het maag-darm stelsel zoals ontstekingen, maag- en twaalfvingerige darmzweren, tumoren (meestal van de dikke darm) en soms ook aambeien. Soms is een ijzertekort een gevolg van tekort aan ijzer in het dieet. Het kan ook zijn dat ijzer niet goed wordt opgenomen door de dunne darm, bijvoorbeeld ten gevolge van dunne darm-operaties of een ontsteking door bijvoorbeeld een glutenintolerantie (coeliakie).
Een vastgestelde ijzerdeficiëntie is altijd reden om de oorzaak te achterhalen, afgezien van (sommige) ijzerdeficiënties bij vrouwen die menstrueren.

## Toxiciteit en overdosering
Te veel aan Fe2+-ionen reageren met peroxiden, waarbij vrije radicalen ontstaan.
Ongeveer 1 gram ijzer in het bloed geeft bij een tweejarig kind al ernstige vergiftigingsverschijnselen en drie gram kan al dodelijk zijn. Bij een volwassen man treden vanaf ongeveer 2,5 gram ijzer in het bloed vergiftigingsverschijnselen op. Langdurig een teveel aan ijzer veroorzaakt hemochromatose, een ijzerstapelingsziekte, waarbij het teveel aan ijzer wordt opgeslagen in de lever. Bij secundaire siderose wordt het ijzer opgeslagen in de levermacrofagen (kupffercellen) van de lever. Ook kan schade aan andere organen optreden. Een teveel aan tweewaardig ijzer kan in de hersenen onder speciale omstandigheden neurodegeneratieve ziekten zoals Ziekte van Parkinson of Ziekte van Alzheimer veroorzaken.

## Enzymen
Naast het voorkomen van ijzer in hemoglobine en myoglobine komt het ook voor in vele enzymen in de vorm van ijzer-zwavelcomplexen (Iron-Sulphur-Cluster), bijvoorbeeld in nitrogenasen en hydrogenasen. Daarnaast zijn er de zogenaamde non-heem-ijzerenzymen, zoals het methaan-monooxygenase, ribonucleotide-reductase en het hemerythrine. Deze eiwitten zorgen bij verschillende organismen voor de zuurstofactivering, zuurstoftransport, redoxreacties en hydrolysen. Evenzo belangrijk is het driewaardige ijzer als het centrale ion in het enzym catalase, dat in de peroxisomen van de cellen zorgt voor de afbraak van het voor de cel giftige waterstofperoxide. Waterstofperoxide ontstaat als een bijproduct van de stofwisseling van de cel.